# 諸和村
諸和村（もろわむら）は、愛知県愛知郡にかつてあった村。現在の愛知郡東郷町の北部（諸輪・和合など）に該当する。

## 歴史
- 1889年（明治22年）10月1日 - 町村制施行に伴い愛知郡諸輪村、和合村の区域をもって諸和村が成立。
- 1906年（明治39年）5月10日 - 春木村と新設合併し、東郷村が発足。同日諸和村廃止。

## 教育
- 諸和尋常小学校（現・東郷町立東郷小学校の前身校のひとつ）